# Back & Forth
Back & Forth is het debuutnummer van de Amerikaanse r&b-zangeres Aaliyah. Het nummer staat op Aaliyah's debuutalbum Age Ain't Nothing but a Number en is geschreven en geproduceerd door R. Kelly. Het nummer beschrijft hoe een tiener met haar vriendinnen het weekend wil vieren, uitgaan en veel lol te hebben. De videoclip is opgenomen in februari 1994 in Detroit in Aaliyah's highschool en is geregisseerd door Millicent Shelton.
Het nummer kreeg op 9 juni 1994 een goude RIAA-certificatie, en stond drie weken lang op de vijfde plaats in de Billboard Hot 100. Ook stond het nummer in de top tien in Canada.

## Hitnotering
| Chart (1994)     | Hoogste positie |
| ---------------- | --------------- |
| Canada           | 7               |
| Nieuw-Zeeland    | 48              |
| Engeland         | 16              |
| Verenigde Staten | 5               |